# 七味唐辛子

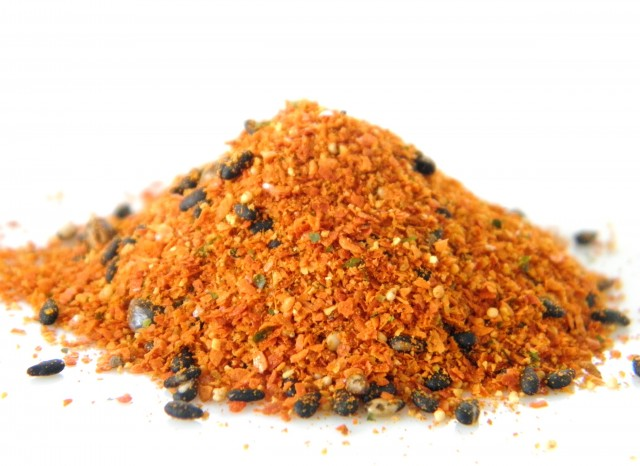
七味唐辛子

七味唐辛子（しちみとうがらし）は、唐辛子を主とした薬味や香辛料を調合した日本の調味料（ミックススパイス）。しばしば、七味（しちみ）と略される。

## 概要
名の通り七種類の調合である。老舗の調合では、唐辛子のほか山椒（さんしょう）、麻の実（あさのみ）、胡麻（ごま）が共通し、けしの実、青のり、生姜などに違いがある。一方、唐辛子のみの調味料は、一味唐辛子（いちみとうがらし）である。
七味唐辛子というのは上方風の名前であり、江戸・東京周辺では七色唐辛子、七種唐辛子（なないろとうがらし）である。近代以降の多くの辞書では「なないろとうがらし」を標準語形とした。しばしば略して「なないろ」と言う。唐辛子は「とんがらし」とも発音される。
うどん・そば、味噌ラーメンなどの麺類や、牛丼、湯豆腐、水炊き、豚汁などの日本料理の薬味や汁の吸口として使われることが多い。東京・浅草寺門前「やげん堀（中島商店）」、京都・清水寺門前「七味家」、長野・善光寺門前「八幡屋礒五郎」が老舗である。やげん堀・七味家・八幡屋礒五郎の三者は、日本三大七味唐辛子と称され、土産物としても重宝される。

## 材料
主原料の唐辛子に各種の副原料を加えることで、風味をつけるとともに辛味をほどよく抑えている。調合に用いる副原料は生産者によって異なるが、以下がよく使用される。
| - 山椒（さんしょう） - 麻の実（おのみ、あさのみ） - 黒胡麻（くろごま） - 白胡麻（しろごま） | - 陳皮（ちんぴ、ミカンの皮） - 紫蘇（しそ） | - 芥子（けし、ケシの実） - 青海苔（あおのり） - 生姜（しょうが） |

麻の実とけしの実は、基本的に発芽防止処理が施されている。
また「ゆず七味」のようにアレンジした七味が製造されている。

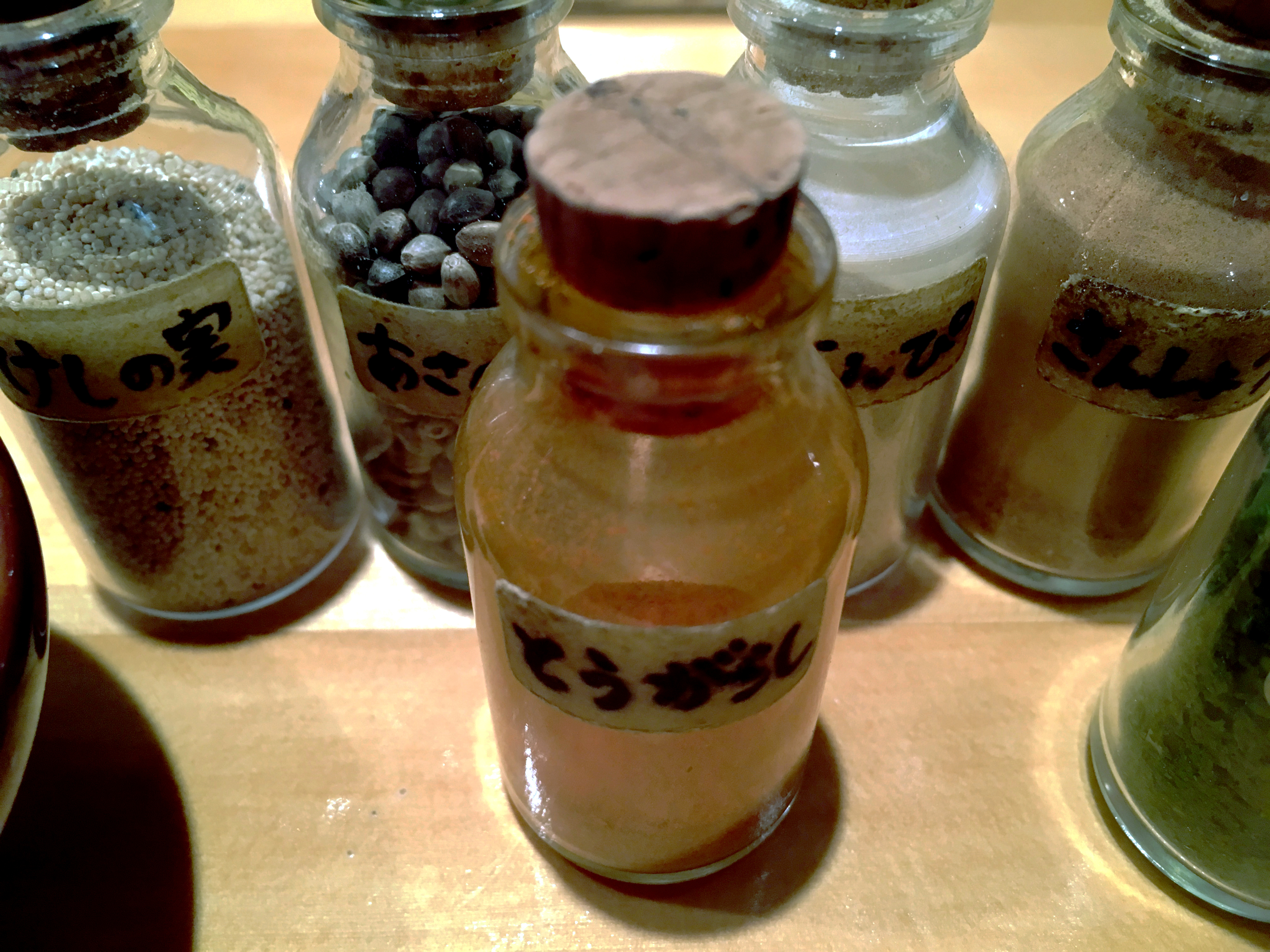
七味唐辛子の材料。

| やげん堀 | 八幡屋礒五郎 | 七味家 |
| -------- | ------------ | ------ |
| 唐辛子   |              |        |
| 焼唐辛子 | 紫蘇         | 青紫蘇 |
| 山椒     |              |        |
| 麻の実   |              |        |
| 黒胡麻   |              |        |
| 陳皮     | 陳皮         | 白胡麻 |
| けしの実 | 生姜         | 青のり |

「大木唐からし」もやげん堀に同じ。

## 老舗の歴史と特徴
七味唐辛子は別名薬研堀（やげんぼり）とも呼ばれる。

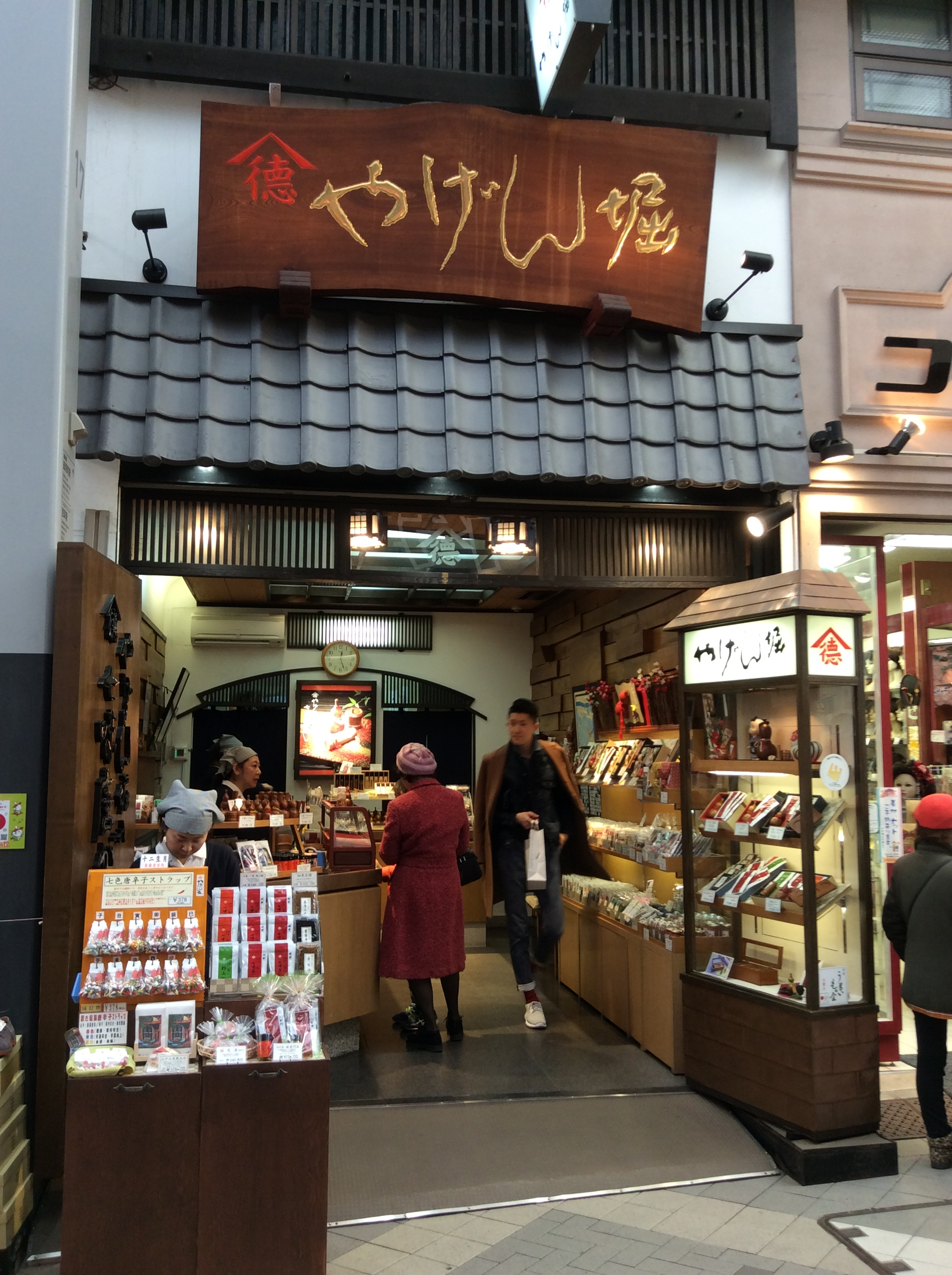
浅草「やげん堀中島」

1625年（寛永2年）には、江戸の両国薬研堀に、「やげん堀中島」が創業し、七味唐辛子（なないろ）が開発され販売されるようになる。当時の薬研堀には医者や薬屋が多く、中島徳右衛門（徳兵衛）が漢方薬にヒントを得て開発し、ごまの香りによって江戸っ子の舌にもうったえた、れっきとした漢方薬で食事と共に薬味が取れるということである。やげん堀の七味唐辛子として名物となり、最上級の材料を客の目の前で注文通りに調合したことも評判を高めた。「辛くして」「山椒たっぷり」といった好みに応じる。山椒だけでも、有名なうなぎ屋で使われるように味に定評がある。やげん堀中島は、戦後に浅草寺門前の新仲見世通りに移転し、山に徳の字ののれんを掲げている。江戸では1656年にも「大木唐からし店」が海老屋喜十八によって創業され、やげん堀に同じ七品を調合し、日本橋に店を構え「七色唐辛子」を販売していた。「大木唐からし店」は2021年7月31日をもって店主高齢を理由に閉店。

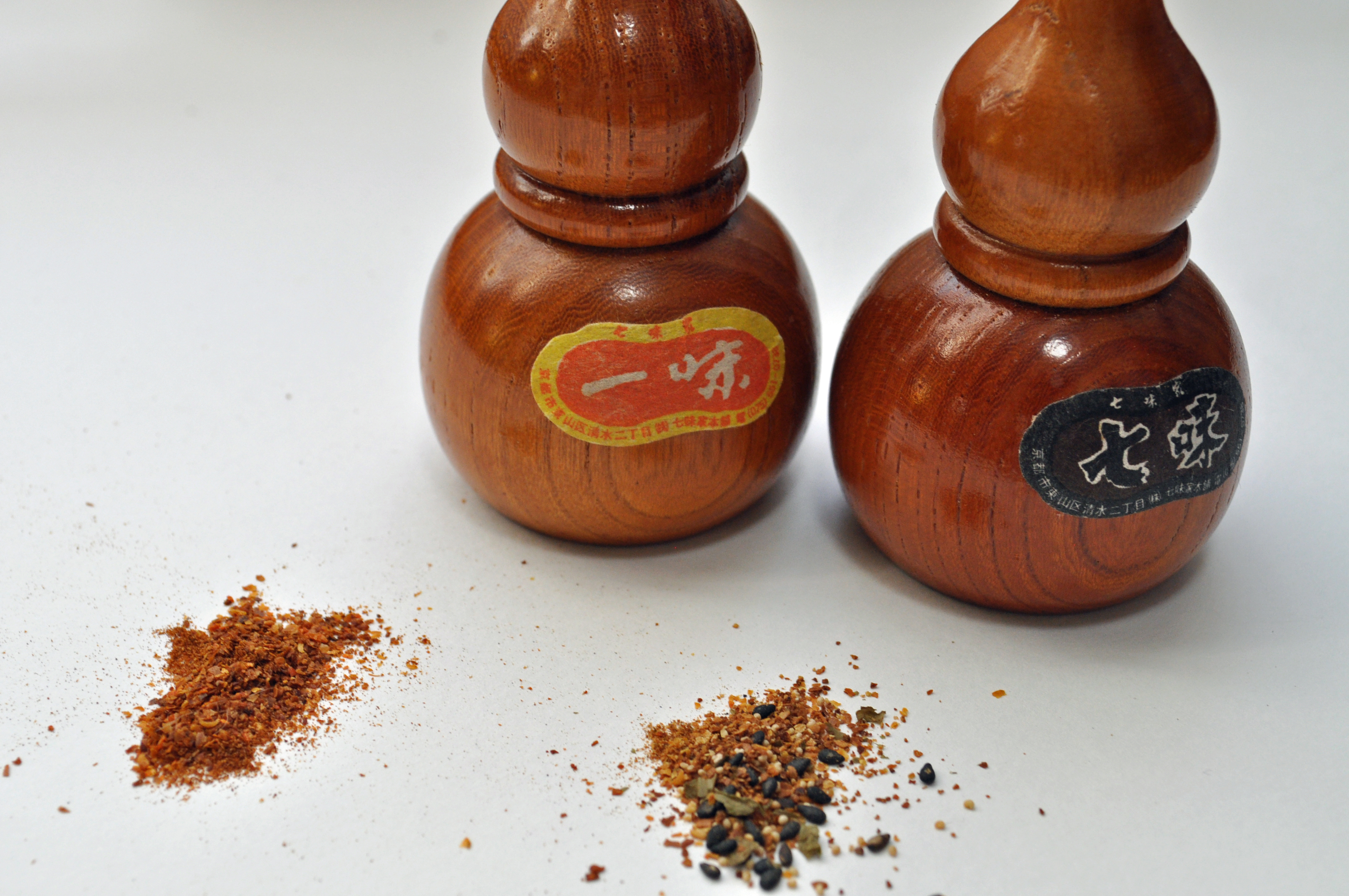
京都清水「七味屋」

京都は東山区、清水2丁目の「七味家」は東海道五十三次ができる前から、京と江戸とをつなぐ旅路の途中、産寧坂（三年坂）の角にあり、当初「河内屋」として薬や草鞋（わらじ）を売る茶屋であったが、明暦年間（1655-1658年）には、冬には唐辛子を（入れたからし湯を）タダで配るようになり1816年に七味屋と改め、明治の半ばにはその専門店となった。ひりりとした辛味のある東京の七味ではなく、山椒と青のりがほんのり香るため、薄い味つけの京料理に合った七味である。湿気のある夏には出荷しないという香りへの品質管理のこだわりが、昭和の書籍に記されている。山椒は自社や契約農家から最高品質のものを使い、唐辛子は品種開発さえ行ったものを用いる。また、京都伏見の唐辛子は「伏見甘」と呼ばれ辛さが控えめの味である。

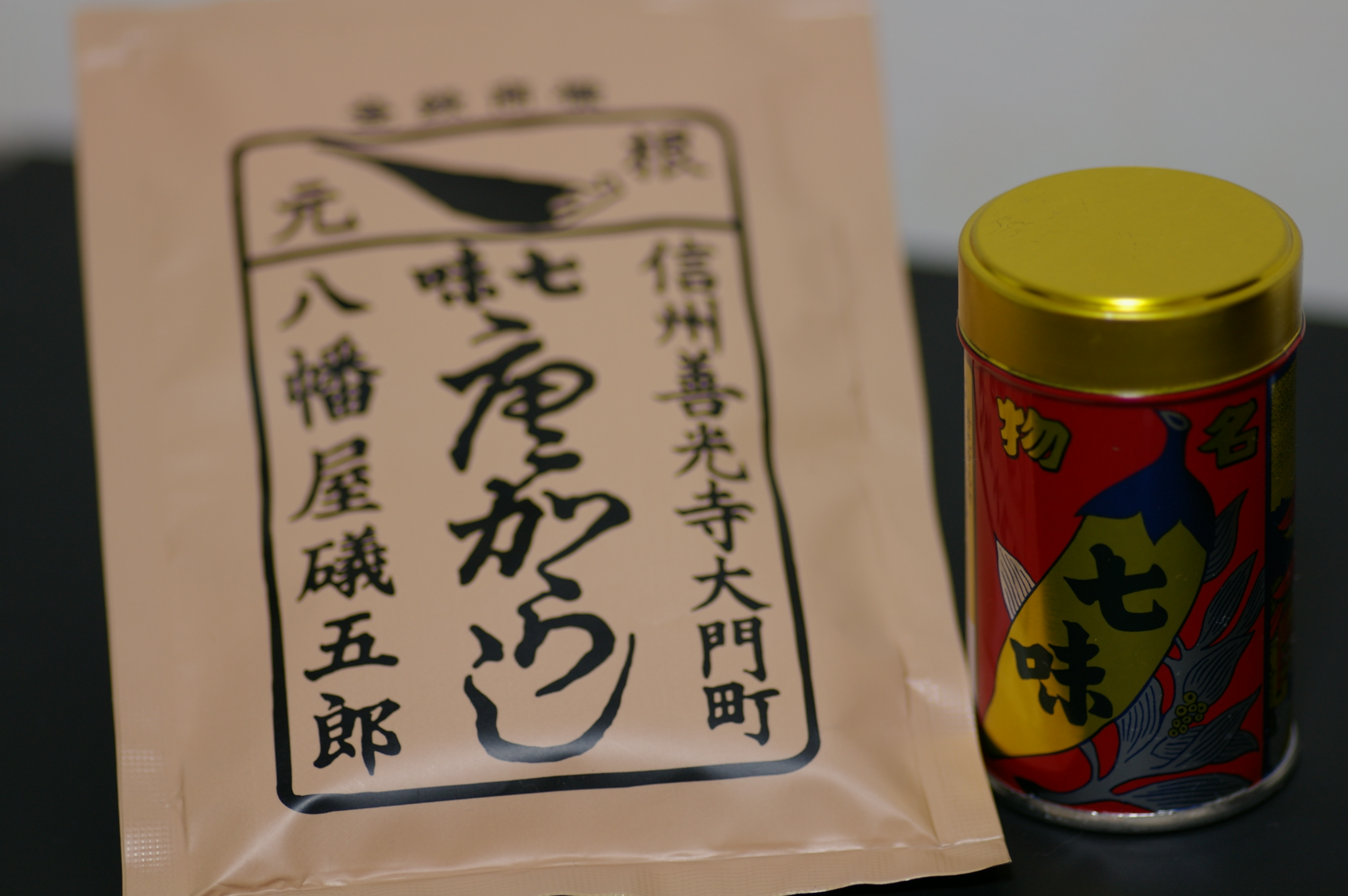
長野「八幡屋礒五郎」

長野善光寺の「八幡屋礒五郎」は、1736年（元文元年）、鬼無里村の勘右衛門が境内で七味唐辛子を売るようになったことがはじまりである。鬼無里村は、昔は有数の麻（アサ）と和紙の産地で、江戸に商品を売りに行った帰りに仕入れた日用品を善光寺でも売っており、そこに七味唐辛子が含まれていたのである。また鬼無里村では当時は陳皮以外が全て栽培されていた。勘右衛門は、商売では礒五郎と名乗り、そこに「八幡」を屋号（社名）に貰った「八幡屋礒五郎」は、財を成してからも古くは露店で一味一味に効能を述べて売り、つまり香具師という販売形態をとっていた。1952年に店舗の場所は現行の位置へ移る。生姜が薬味として入っており、善光寺の再建では七味入りの汁が提供され、大工が体を温めたと言われる。麻の実について、麻種（おたね）と記され、新聞でも麻の種と紹介されている。一部素材は自社で栽培し、2008年より信州産唐辛子の委託生産を開始した。七味を使ったガラム・マサラ、チョコレート、ハンドクリームなど新たな商品に挑戦している。2014年には10年以上の開発を経た八幡屋礒五郎M-1という唐辛子の品種ができ、2017年から本格的に栽培している。

## 販売方法

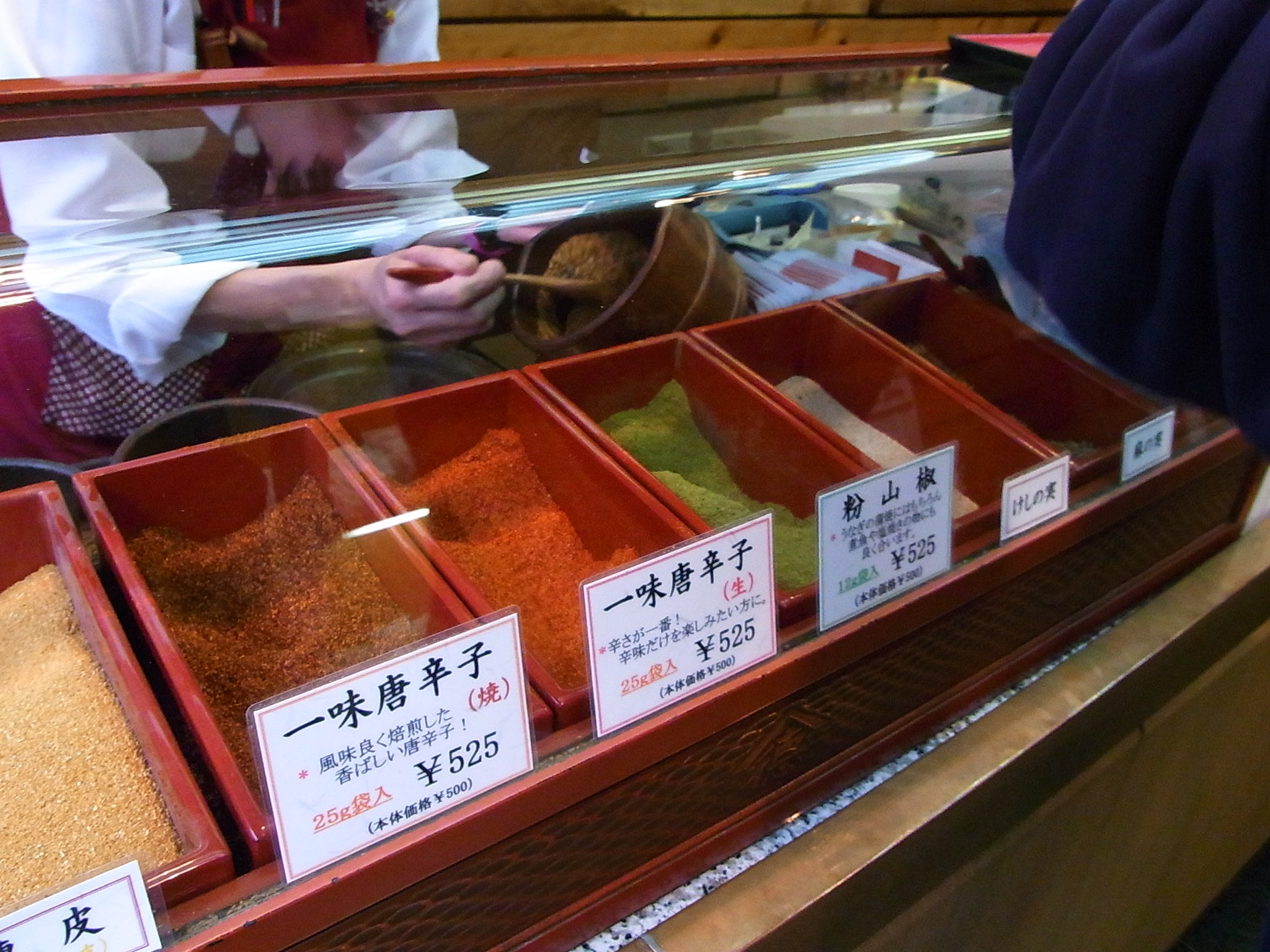
浅草「やげん堀中島」のショーケース。客の好みに応じて調合する。

かつての七味唐辛子売りは、材料を別々の容器に入れておき、客の目の前で客の好みにあわせて調合した。材料を説明する口上がおもしろく、大道芸の一種ともなり、特に上手い者は興行師に雇われて演じることがあった。21世紀の初めにも、東京の一部の縁日の屋台の七味唐辛子売りで聴くことができる。
現在でも店頭で客が好みの味に調合してもらうことができる販売店がある。原料の種類も七種に限らず、客の求めに応じて減じたり増したりできる。

## 日本国外での七味唐辛子

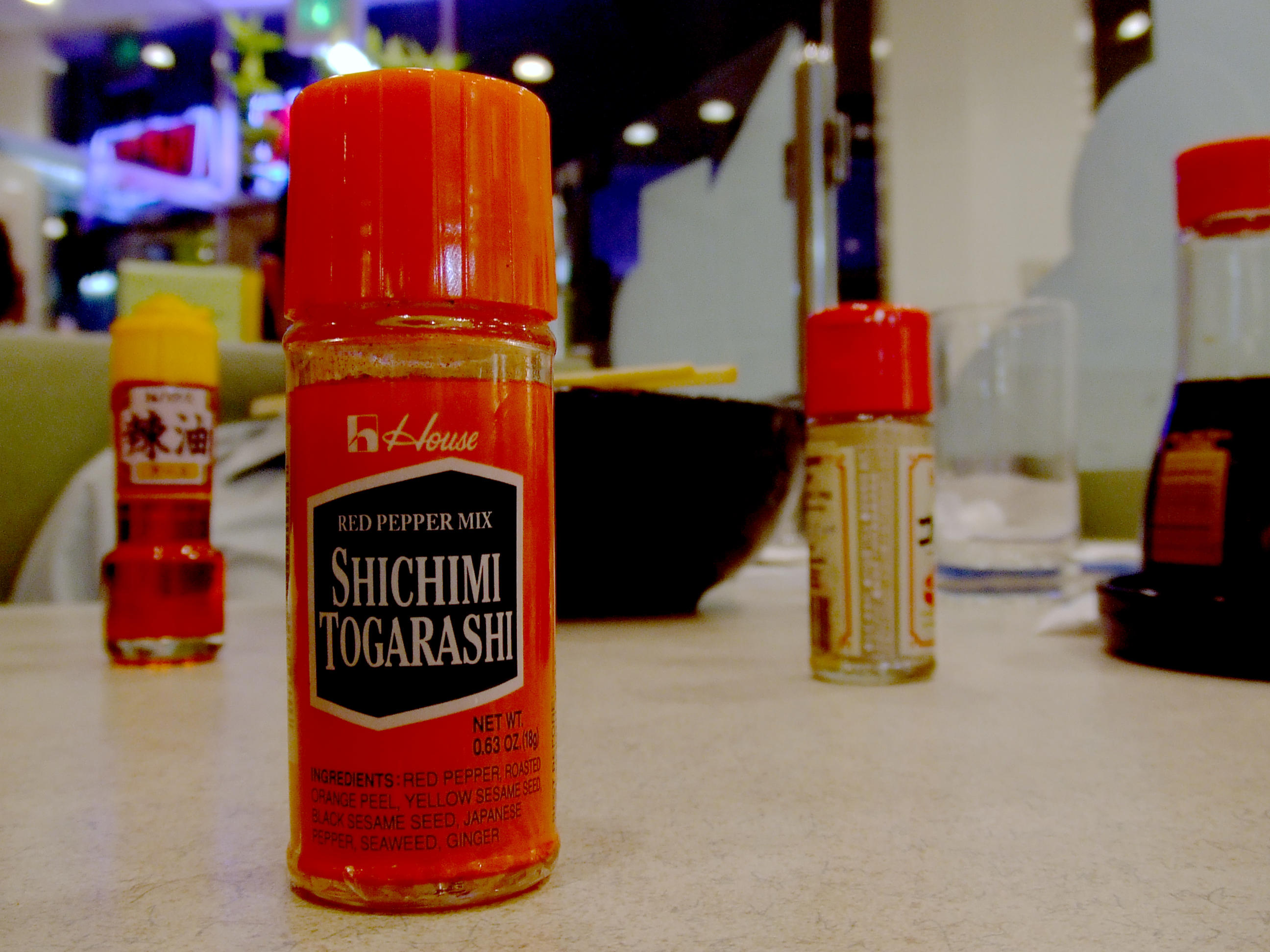
ハウスの海外向け製品

欧米などでも、日本食ブームによって、うどんや焼き鳥に伴う定番の調味料として認知が広まっている。日本の大手メーカー製品の入手も比較的容易であるが、国内の物とは内容物が異なる。これは、国内向け製品には麻の実が使われていることによる。オランダやカナダなど一般的に大麻に寛容な国では、麻の実が入った料理や麻の実を含んだ製品が売られている。しかし、場所や対象客を厳格に分別した店に限られており、日本のように麻の実が入った製品が子供でも購入できる一般の商店で食品として販売されることは決してない。自家消費用や邦人への土産用に国内仕様品を持ち込んだ場合、発覚すると没収や拘束起訴など法的処分を受ける可能性もあり、注意が必要である。そのため、ハウス食品（以下ハウス）やエスビー食品（以下S&B）では麻の実を含まない七味唐辛子を輸出専用に製造している。内容物は、唐辛子、陳皮、黒ゴマ、白ゴマ(ハウスでは金ゴマ)、山椒、生姜、青海苔の7種である。
2017年には老舗の八幡屋礒五郎も輸出に本格的に乗り出すことを明らかにした。
アルファベット表記は、ハウス製では SHICHIMI TOGARASHI、S&B製では NANAMI TOGARASHI となっている。後者は、ICHIMI と SHICHIMI の表記・発音の紛らわしさから起こる流通の混乱を避けるためである。また、S&B製の日本商品は「とうからし」と濁らないが、アルファベット表記では発音しやすさを考慮し TOGARASHI と濁っている。
ブルームバーグは、アメリカでは、七味唐辛子をサラダやシーフード、さらに飲料のカクテルにも利用されていることを、一味唐辛子（ground red chili pepper）との比較を含めて報じている。